# Józefów (powiat opoczyński)
Józefów – wieś w Polsce położona w województwie łódzkim, w powiecie opoczyńskim, w gminie Sławno.
W latach 1975–1998 miejscowość należała administracyjnie do województwa piotrkowskiego.
Wierni Kościoła rzymskokatolickiego należą do parafii św. Michała Archanioła w Zachorzowie.